# Reacción de Bechamp
La reacción de Béchamp es una reacción orgánica que se utiliza para producir ácidos arsónicos a partir de anillos aromáticos activados, tales como la anilina. y el fenol. Fue descrita por primera vez por A.J. Béchamp en 1863. La reacción es una sustitución electrofílica aromática homóloga a la nitración y la sulfonación.
Un ejemplo de un ácido arsónico importante es la roxarsona. Éste es el ácido 4-hidroxi-3-nitrobencenarsónico preparado a partir de la nitración del p-hidroxifenilarsonato de sodio. Este sustrato proviene de la reacción de Béchamp con fenol. Presenta efectos anticoccidiales (V.Coccidiasina) y promueve el crecimiento en los animales.

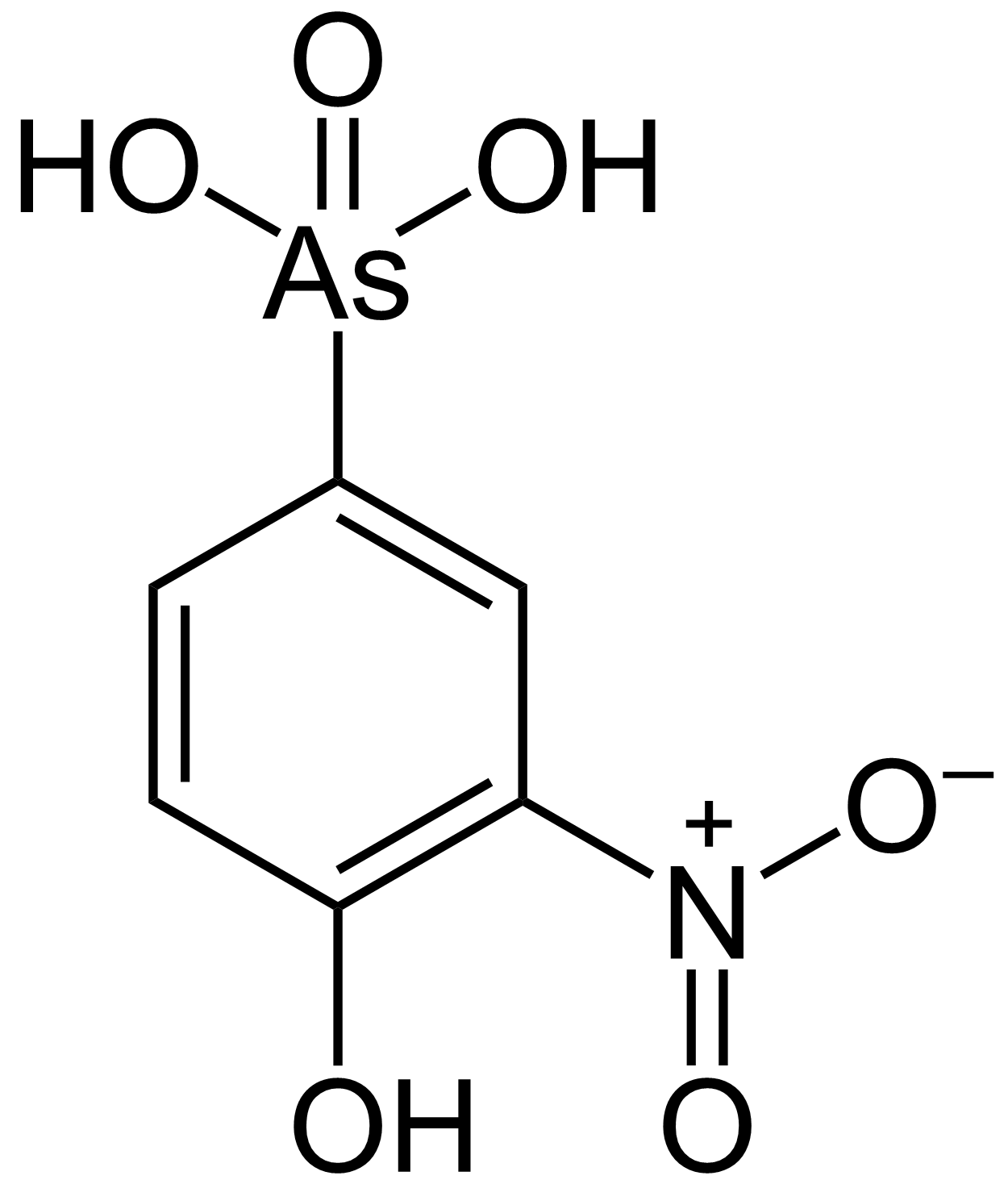
Roxarsona